# Aluminium in Kabeln-Notierung
Die Aluminium in Kabeln-Notierung (AIK) ist eine börsenabhängige Preisangabe für Aluminium für die Verwendung in Kabeln, das heißt für sogenanntes Leiteraluminium oder Leitaluminium (kurz E-Alu). Es handelt sich um Reinaluminium oder Aluminiumlegierungen mit geringem Gehalt anderer Stoffe für Anwendungen in der Elektrotechnik (DIN EN 573-3).
Bei der tagesaktuellen Preisbildung von Kabeln ist sie eine Kenngröße in Form des Aluminiumzuschlages (auch Aluminium-Rohstoffzuschlag, kurz ARZ).
Die Angabe erfolgt in Euro pro 100 Kilogramm.
Üblicherweise werden Energiekabel und Einzeladern zum sogenannten Hohlpreis, also ohne Metall angeboten. Der Aluminiumzuschlag wird über die Metallzahl (Masse des Leitermetalls pro Kilometer Kabel) und die jeweilig gültige AIK sowie ggf. die Bezugskosten für das Aluminium errechnet.
Die AIK wird börsentäglich im Auftrag der Schutzvereinigung DEL-Notiz e.V. von einem Treuhandbüro aus der offiziellen Aluminium-Kassa-Notierung der LME (London Metal Exchange), der Metal Bulletin-Prämie für Aluminium, der Prämie für Gießwalzdraht, hergestellt aus Leitaluminium, und dem Bloomberg FX Fixing Frankfurt 14.00 Uhr (BFIX) berechnet.
Die Prämie für Gießwalzdraht, hergestellt aus Leitaluminium, ermittelt sich aus den Meldungen der wesentlichen Verarbeiter und Produzenten von Leitaluminium.